# Orion (constellation)
Pour les articles homonymes, voir Orion.
Orion (« le Chasseur ») est une constellation située quasiment sur l'équateur céleste.

## Nomenclature, histoire et mythologie

### En Mésopotamie
La figure qui deviendra Ωρίων chez les Grecs est une création mésopotamienne. Nous avons dans un texte du début du 2e millénaire av. è. c. le nom Šitadallu (ši-ta-da-ru), soit « le Géant », dans une liste de dieux de la nuit qui correspond à Alpha Orionis. Dans les textes postérieurs, notamment dans les Séries MUL.APIN, le premier traité d'astronomie mésopotamienne, découvert à Ninive dans la bibliothèque d'Assurbanipal et datant au plus tard de 627 av. j. c., cette étoile est nommée SIPA.ZI.AN.NA = Rē’û but Šamê, « le Fidèle Berger d’Anu ».
Déjà à cette époque, soit au début du 1er millénaire av. è. c., le ciel est contexturé en constellations, c’est-à-dire que les étoiles nouvellement nommées sont désignées par leur place dans la figure céleste qui porte désormais le nom de l’étoile première, en l'occurrence mul. SIPA.ZI.AN.NA, et d’autres étoiles viennent s’y intégrer. Nous avons ainsi mul.AGA SIPA.ZI.AN.NA, soit « la Couronne du Fidèle Berger d’Anu » (λ Ori) et mul.ŠU ZAG mul.SIPA.ZI.AN.NA « la Main droite du Fidèle Berger d’Anu » (ν Ori) dans le Catalogue de Delbanna, et [EGIR]-ú šá mul.SIPA.ZI.AN.NA, soit « Arrière du Fidèle Berger d’Anu », pour κ Ori dans La Table des cordons (BM 78161).

### En Grèce et à Rome
Le nom de la figure d’Ωρίων est connu des Grecs au moins depuis Homère (VIIIe s. av. è. c.), tant avec l’Iliade, que l’Odyssée, puis, au siècle suivant, avec Les Travaux et les Jours d’Hésiode,.
Dans sa Μαθηματική σύνταξις, Ptolémée donne les indications de positions suivantes pour les étoiles déjà examinées dans le ciel mésopotamien : 1. (λ Ori) : O ἑν tῇ κεφαγῇ… (…dans la tête…) ; 2. (α Ori) : O ἑπἱ τοῦ δεξιοῦ ὤμον… (…sur l’épaule droite) ; 7. (ν Ori) : Toῦ ἑν τῷ δεξιοῷ άκροχείρῳ… (…au bout de la main droite) ; et 37. (κ Ori) : O ὑπὁ τὁ δεξιὁν…γόνυ (…sous le genou droit).

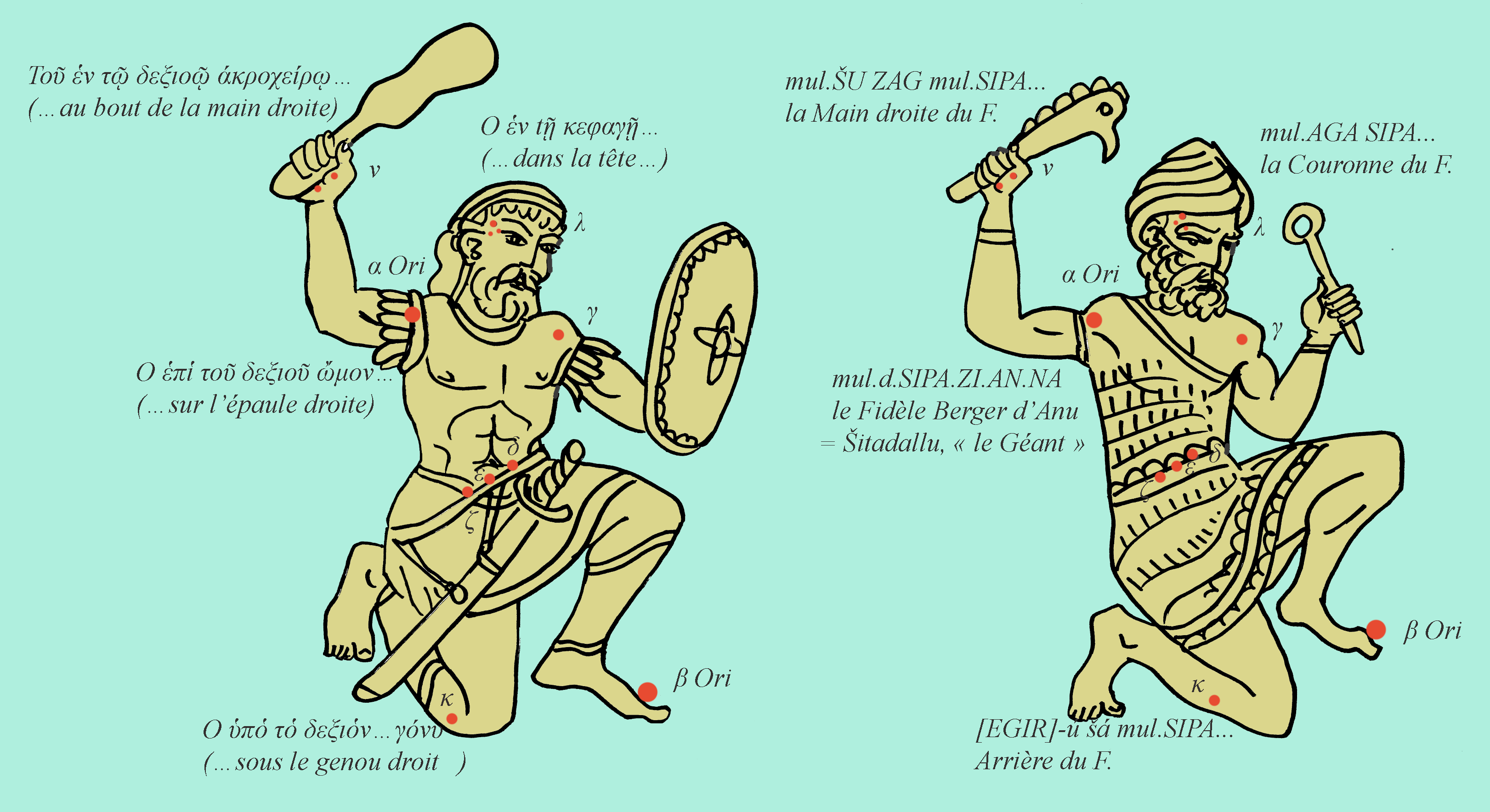
Le Šitadallu / SIPA.ZI.AN.NA mésopotamien et l'Ωρίων grec.

Les Grecs ont emprunté la figure de Šitadallu / SIPA.ZI.AN.NA. Cela n'est pas une raison pour trouver à ce nom une origine mésopotamienne, telle que Uru-anna, « la lumière des cieux ». Une telle origine serait surprenante. En effet, le terme sus-indiqué est un nom recomposé qui ne figure pas dans les lexiques sumérien et akkadien et de plus, sur les 23 constellations héritées de Mésopotamie en rapport avec les 48 utilisées par Ptolémée, elle serait la seule à posséder un nom emprunté à une langue de la Mésopotamie. Selon une hypothèse qui paraît plus intéressante, le nom d'Ωρίων proviendrait d'une racine indo-européenne signifiant « l'été » : Ώαρἰων, sa forme la plus ancienne, est le dérivé en -ων d'une forme à suffixe -ιος, construite elle-même sur un thème *ὦαρ, issu de *ὦσαρ et qui désignait l'été. Or le lever héliaque de la constellation coïncide avec le solstice d'été.

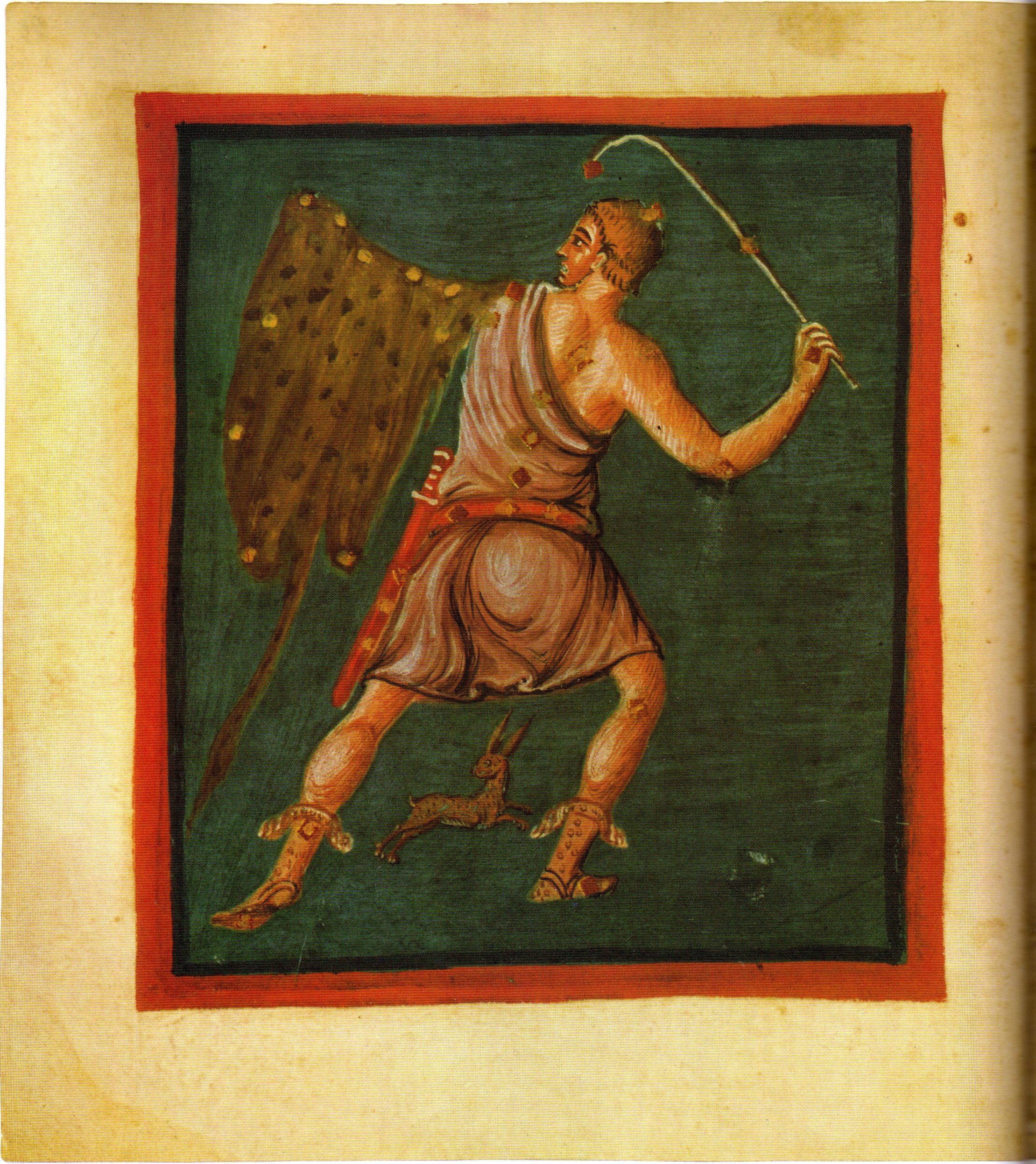
La figure d’Orion dans une édition des Aratea de Germanicus d’époque carolingienne (c. 830-840).

Quoi qu'il en soit, les Grecs ont acclimaté la figure mésopotamienne à leur propre imaginaire. Dans la mythologie grecque, Ωρίων est un chasseur géant, fils d’Euryale, la fille de Minos et de Poséidon. Parti pour la Crète, il se consacra, selon Ératosthène, à la chasse en compagnie d’Artémis et de Léto et il semble qu’il menaça d’exterminer toutes les bêtes qui vivaient sur la terre. Irrité contre lui, Gaïa fit surgir un scorpion gigantesque qui le tua de son dard, comme décrit dans la Βιβλιοθήκη du Pseudo-Appolodore. À la demande d’Artémis et de Létô, Zeus le plaça parmi les constellations et y plaça également le Scorpion, pour qu'on se souvienne de l’événement. Pour d'autres, Sirius est son chien, ainsi que le nom de l'étoile principale de la constellation voisine du Grand Chien.
Chez les Latins, la constellation d'Orion est mentionnée, selon Varron (116–27 BC), depuis Lucius Accius (170-ca. 85), avant même les versions latines des Φαινόμενα d’Aratos, dont la première est celle de Cicéron (106-43) On utilise aussi chez les Latins les noms Iugula, à partir de Varron et Iugulae à partir de Plaute, qui se rattache à la notion « lien », voire de « balance » : d’abord utilisé pour le groupe δεζ Ori, qui constitue le Baudier d’Orion, le nom s’est ensuite appliqué à l’ensemble de la constellation.

### Chez les Arabes
Les Arabes ont, de façon habituelle, deux représentations du ciel parallèles et non exclusives, le ciel arabe traditionnel formaté à partir des manāzil al-qamar ou « stations lunaires », et le ciel formaté par les Grecs et adopté par les astronomes arabes au IXe siècle, ou ciel gréco-arabe.
Le ciel arabe traditionnel arbore la figure de الجوزاء al-Ğawzā’. Au départ, nous avons un nom dont la signification est « la Médiane ». C'est celui d'un naw’, soit un des astérismes du calendrier antique correspondant au couple γξ Gem, qui marquait autrefois le milieu de l’année et s’est ensuite à une grande figure située « au milieu » du ciel austral.
En permutant les syllabes de الجوزاء al-Ğawzā’, ce qui donne الزوزة al-zawğa, « l’Épouse », l’imagination populaire a forgé une légende fort connue. C’est ainsi que سهيل Suhayl (α Car), épousa الجوزاء al-Ğawzā, qui se présente comme une divinité chasseresse dont القوس l’Arc, situé au nord-ouest de la figure, est bandé vers la Patte septentrionale du Superlion (αβ Gem), et qui porte à l’est une abondante « chevelure » (ذواٸب الجوزاء, ḏawā’ib). Mais voici qu’en entrant la couche de l’épousée, سهيل Suhayl tombe malencontreusement sur elle et lui brise les vertèbres dorsales, ce qui se traduit par le fait que le groupe formé δεζ Ori est donné chez ᶜAbd al-Raḥmān al-Sūfī al-Ṣūfī, comme فقارالجوزاء Faqār al-Ğawzā’, « les Vertèbres d’Elgeuze ». C’est pourquoi, craignant d’être obligé de rendre compte la vie de l’infortunée jeune femme et ne voulant pas se faire voir au milieu du ciel, il s’enfuit vers le Sud, où il a trouvé sa place et marque le pôle Sud pour les caravaniers et les navigateurs.

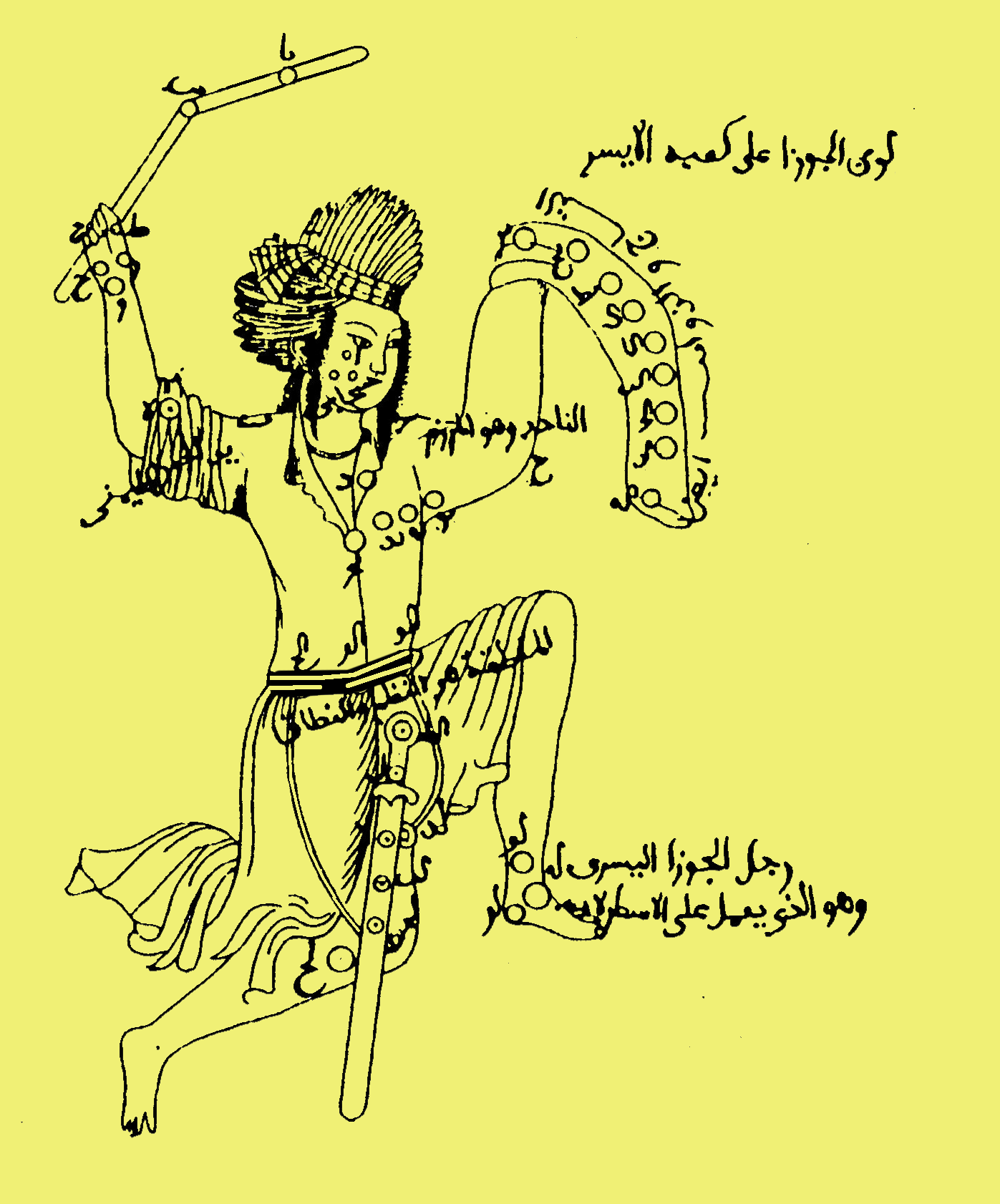
La figure de الجبار al-Gabbār, « le Géant », dans une édition du traité de ᶜAbd al-Raḥmān al-Sūfī al-Ṣūfī, 1606, Saint-Pétersbourg.

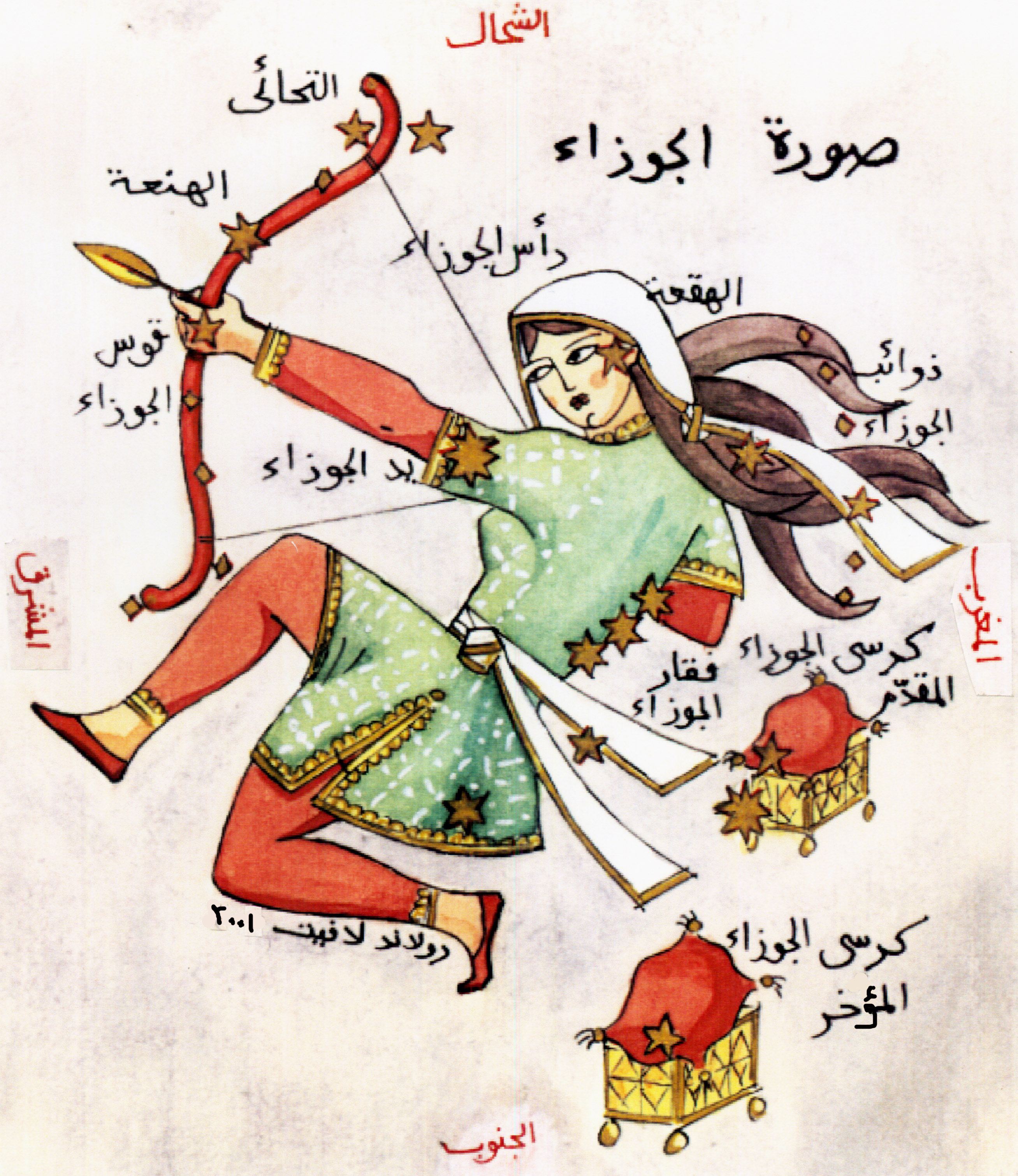
La figure de الجوزاء al-Ğawzā’ dans le ciel arabe traditionnel.

En traduisant la Μαθηματική σύνταξις de Claude Ptolémée, al-Ḥağğāğ b. Maṭar et Isḥāq b. Ḥunayn, ont rendu le nom Ωρίων des Grecs rarement par sa transcription, à savoir Ωρίων chez les Grecs أورٴون Ūryūn, et généralement par الجبار al-Gabbār, « le Géant », et الجوزاء al-Ğawzā’
Il s’est ensuivi une confusion des deux images qui ne sont pas semblable, celle de الجوزاء al-Ğawzā’ proprement arabe étant légèrement plus grande que celle de الجوزاء al-Ğawzā’ gréco-arabe. Ainsi les noms Bételgeuse ou Mankeb, qui s’appliquent tous deux à l’étoile β Ori, appartiennent à la figure de الجوزاء al-Ğawzā’ proprement arabe, tandis que Rigel qui s’applique à l’étoile β Ori et nommée dans certains catalogues Riğl al-Ğawzā’ al-Yusrā, appartient à la figure de الجوزاء al-Ğawzā’ = الجبار al-Gabbār gréco-arabe.
Un autre confusion vient de ce que الجوزاء al-Ğawzā’ est connu de longue date par les Arabes comme le 4e signe zodiacal, attesté dans l’horoscope de fondation de la ville de Baghdad en 762, ainsi que nous rapporte l’érudit persan al-Bīrūnī. Il s’ensuit que, dans plusieurs catalogues arabes, certaines étoiles de la constellation gréco-arabe de التوام al-Tu’ām, « les Gémeaux », ont pris des noms se rapportant à الجوزاء al-Ğawzā’. Ainsi le couple αβ Gem est رأس الجوزاء Ra’s al-Ğawzā’, ce qui a donné au Moyen Âge le nom Raselgeuze pour ces étoiles.

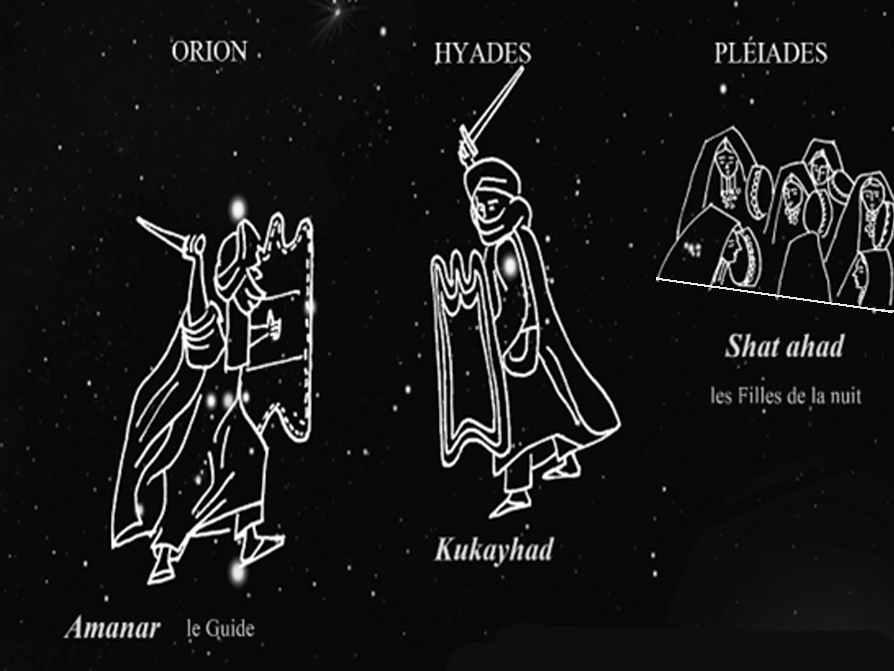
Le combat d’Amenar et Kukyahad dans le ciel des Touaregs.

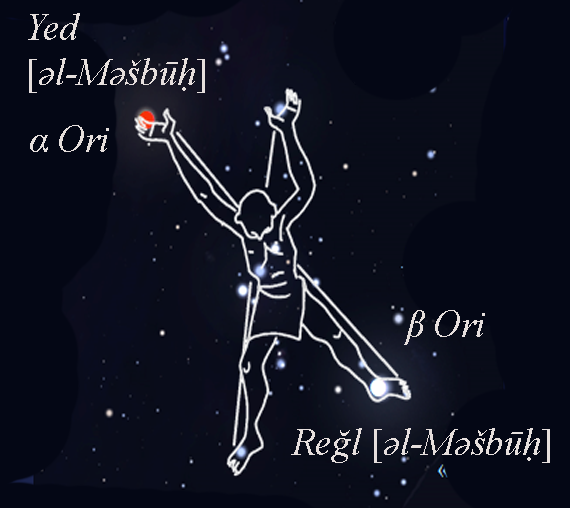
La figure de المشبوح [l-Məšbūḥ] « l’Homme les bras en croix, le Crucifié », dans l'ouest du Sahara.

### Chez les Touaregs
Chez les Touaregs, une vaste scène céleste embrasse la Ceinture d’Orion (δεζ Ori) et les Pléiades, en passant par les Hyades. Amanar, « le Guide », qui occupe l’espace d’Orion, et Kukyahad, dont le sens est inconnu, et qui est centré sur trois étoiles des Hyades (peut-être α, θ et δ Tau), se battent pour quelques graines de cueillette (des Boerhavia L. ou belles-de-nuit) sous les yeux des épouses qu’ils ont en commun, Shat ahad, les « Filles de la nuit ». Pierre Benoît les décrit ainsi dans son Atlantide, à partir du livre de l’explorateur Henri Duveyrier, Les Touaregs du Nord, paru à Paris en 1864,.

### Dans les cultures populaires du Maghreb
Dans l’Ouest du Sahara, les populations arabophones voient la figure arabe de الجبار al-Gabbār, comme المشبوح [l-Məšbūḥ] « l’Homme les bras en croix, le Crucifié ». Il s’agit de ce mécréant du peuple de Ṯamūd, habitant l’Arabie septentrionale, qui égorgea la chamelle du prophète Ṣāliḥ, mentionné dans le Coran, VI, 71 ; XI, 64 et LIV, 29, et qui fut un des trois prophètes qui précéda Muḥammad, et qui fut durement châtié pour cet acte.
Au Maghreb, comme dans certains pays du Machrek, le groupe δεζ Ori est nommé, à l’instar plusieurs groupes d’étoiles alignées, الميزان al-Mīzān, « la Balance ». Du fait qu’en regardant vers le sud en été, al-Mīzān se lève à l’est une heure après le coucher du soleil et se couche à l’ouest une heure avant le lever du soleil, il servait autrefois d’horloge de la nuit.

### En Europe
Au haut Moyen Âge, les clercs latins connaissaient le nom d’Orion par les encyclopédies et les quelques manuscrits des Aratea disponibles, et ils employèrent dès l’an mil le nom qu’ils trouvèrent dans les textes arabes. C’est en utilisant textuellement les versions de la Μαθηματική σύνταξις de Claude Ptolémée effectuées au IXe siècle par al-Ḥağğāğ b. Maṭar et Isḥāq b. Ḥunayn, que Gérard de Crémone donnait c. 1175 : Stellatio Orionis... et nominatur Ieuge. Nous retrouvons ce nom arabe accompagné de bien d’autres dans l’Uranometria de Johann Bayer (1603), qui écrit : Arab. Elgeuze, Elgebar, Algebar, Algebra et Geuze, ainsi que l’hébreu Kesil, qu’il attribue par erreur à l’arabe. Ce n’est qu’avec la nomenclature approuvée en 1930 par l’Union astronomique internationale (UAI) que cette appellation disparaîtra définitivement.

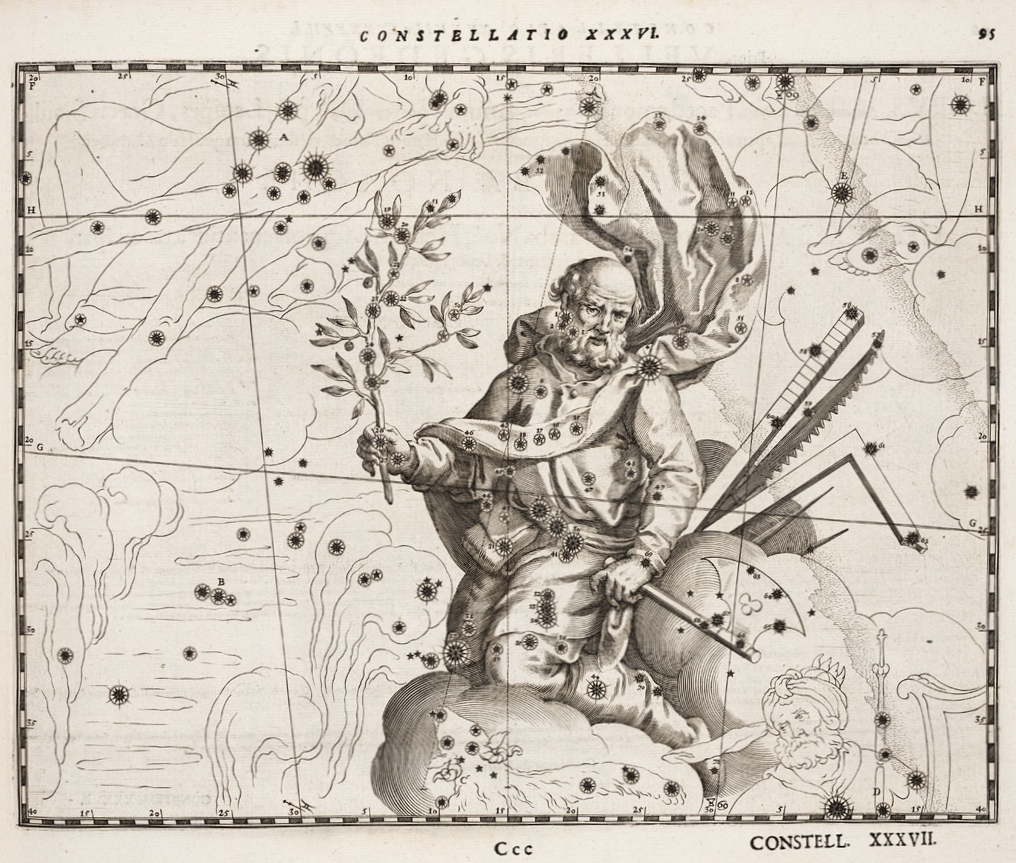
Julius Schiller, Coelum Stellatum Christianum (1627).
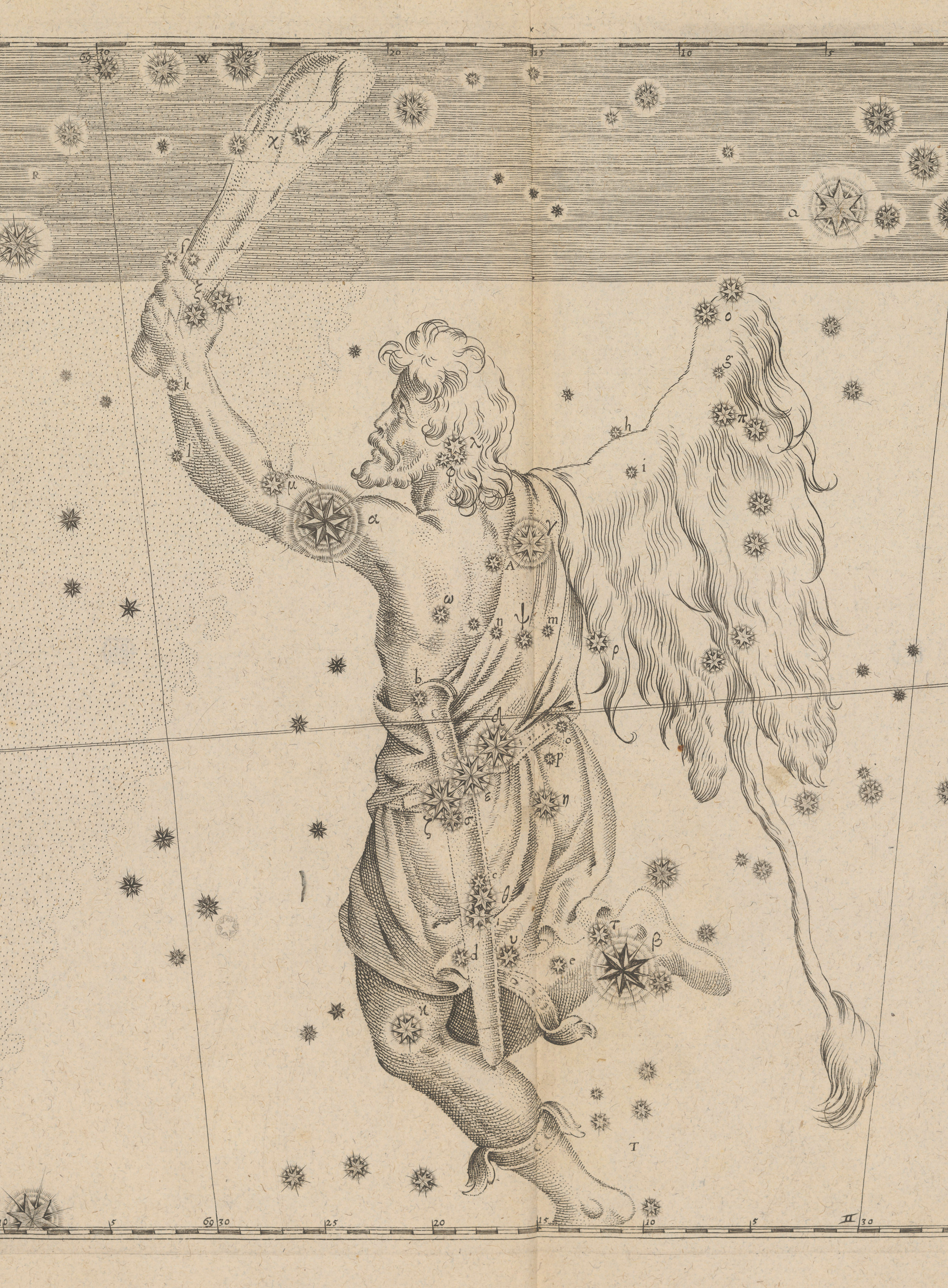
Gravure de Johann Bayer, Uranometria (1661). La représentation n'est pas inversée dans la représentation de Bayer.
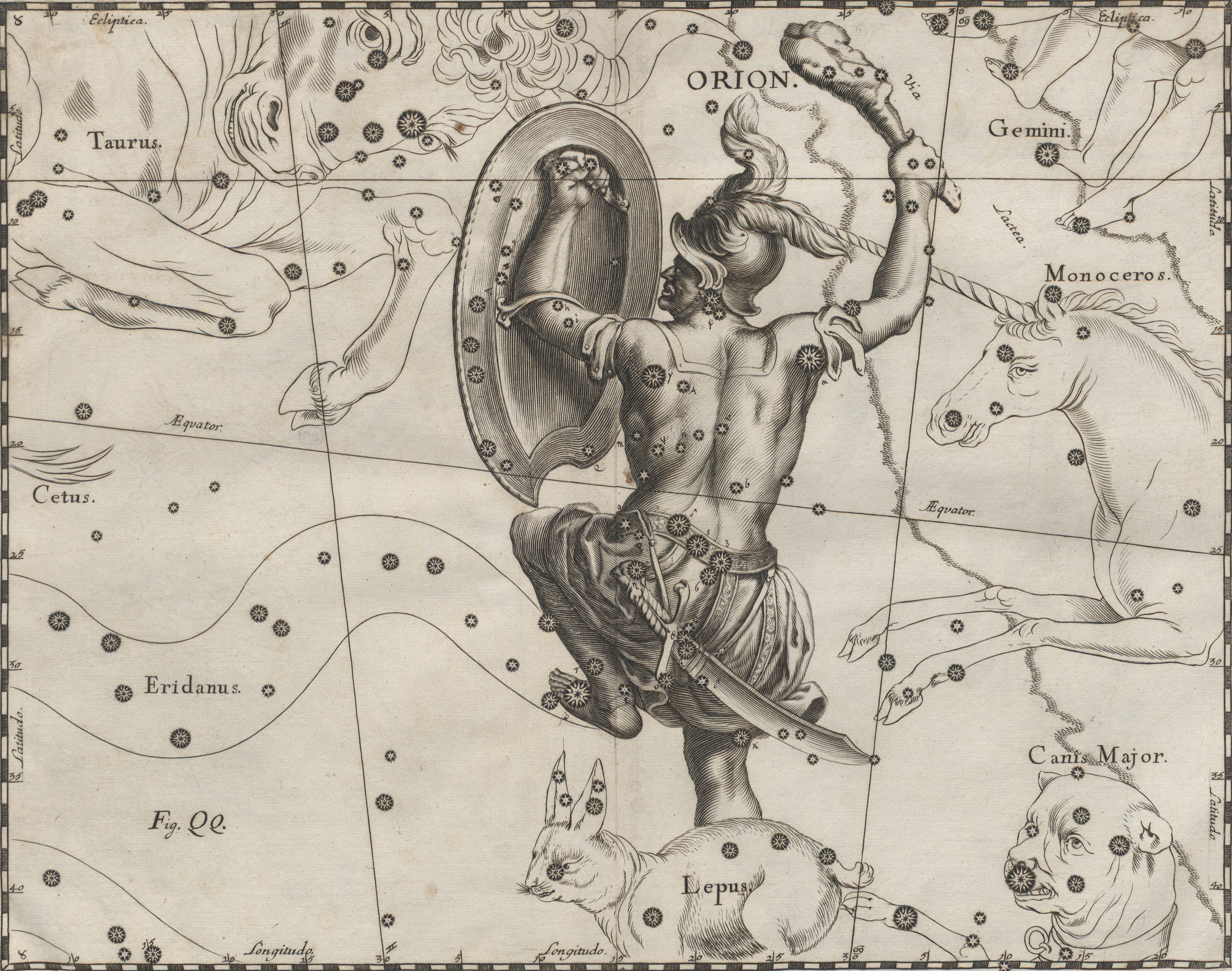
Johannes Hevelius, l'Uranographia (1690). La vue est inversée pour correspondre à la vision à travers un télescope, c'est-à-dire vue du dessus du globe céleste.
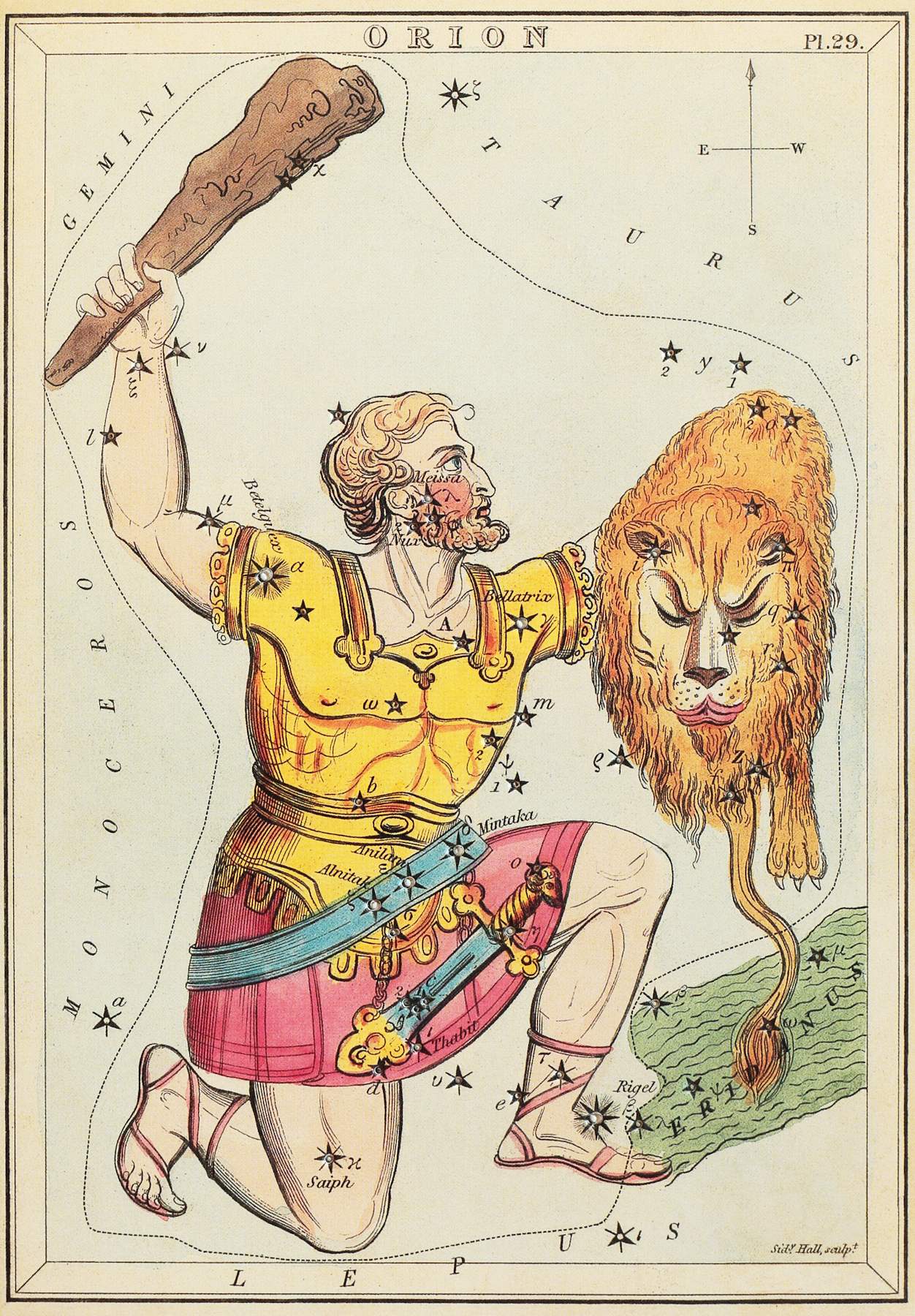
La figure d’Orion dans l’Urania's Mirror, Londres (1825).

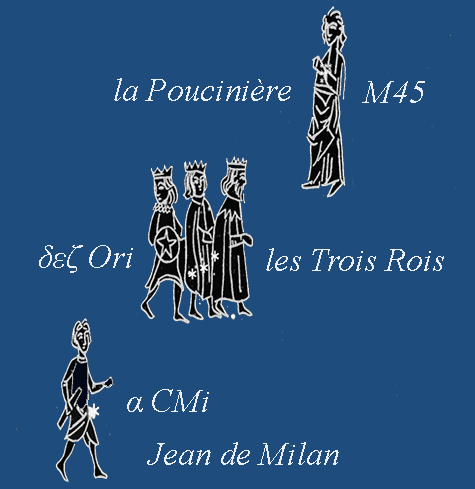
Illustration des Trois Rois dans Les étoiles d’Alphonse Daudet.

Dans la culture populaire, Orion est nommé les Trois Mages ou Les Trois Rois. Voici comment Alphonse Daudet en parle :

« Voici le rateau ou les trois rois (Orion). C'est ce qui nous sert d'horloge de la nuit. Rien qu'en les regardant, je sais maintenant qu'il est minuit. Un peu plus bas, toujours vers le Midi, brille Jean de Milan, le flambeau des astres (Sirius). Sur cette étoile, voici ce que les bergers racontent. Il paraît qu’une fois, Jean de Milan avec les trois rois et la Poucinière (la Pléiade) furent invités à la noce d’une étoile de leurs amies. La Poucinière, plus pressée, partit dit-on la première et prit le chemin le plus haut. Les trois rois coupèrent plus bas et la rattrapèrent ; mais ce paresseux de Jean de Milan, qui avait dormi trop tard, et furieux, leur jeta son bâton. C’est pourquoi les trois rois s’appellent aussi le bâton de Jean de Milan… »

### En Égypte

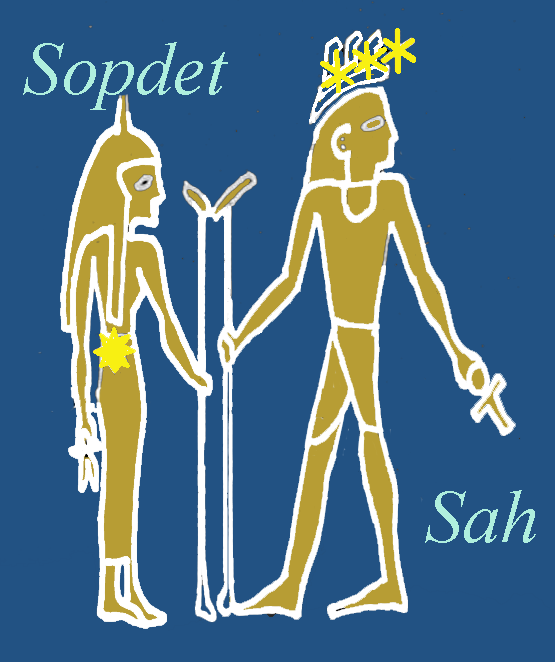
Les figures de Sah et Sopdet, d’après le sarcophage de Idy, Asyut, ca. 2060 av. è. c.

Les Égyptiens de l'Antiquité attachaient une grande importance au lever de l’étoile Sopdet, qui correspond à Sirius, qui annonçait la crue du Nil. Ils pouvaient se préparer à cet événement crucial pour la vie de leur pays dès qu’apparaissaient les étoiles du Baudrier d’Orion, nommées Sah, « l’Homme qui marche », et dont le corps complet occupe la partie australe de l’Ωρίων des Grecs et la constellation de Λαγωός, le « Lièvre ». Il n’y a par conséquent aucune surprise dans le fait que le couple de dieux correspondant à ces étoiles, à savoir Isis and Osiris, occupent une place centrale dans la mythologie égyptienne,.

### Chez les Hébreux
Cette constellation est nommée כסיל Kesil à trois reprises dans la Bible, à l’occasion des listes de figures célestes : dans Job 9 :9 (Il a créé… Kesil), Job 38 :31 (pourrais-tu relâcher les chaînes de Kesil ?) et Amos 5 : 8 (Il a fait Kīma [les Pléiades] et Kesil). Le nom signifie littéralement « fou, imbécile » et bien que cette qualité soit peu valorisante, il est difficile de mettre ce nom en rapport avec כִּסְלֵו Kislev, le nom du neuvième mois du calendrier hébreu (c'est-à-dire novembre-décembre), car ce dernier vient de l’akkadien kislīmu.

### En Inde
Dans la liste des stations lunaires indiennes, le 5e nakṣatra, qui correspond au groupe λφ1φ2 Ori, se nomme Mṛgaśiras, « la Tête de l’Antilope ».
Dans le Rig-Véda, les dieux ont une personnalité à multiples facettes. Ils peuvent se manifester tour à tour, dans tel ou tel épisode de la mythologie et suivant le rôle qu’ils y jouent, selon une apparence nouvelle correspondant chacune à l’une ou l’autre de ces facettes. Ainsi Rudra est le côté sombre de Śiva, un des grands dieux personnifiant les forces de destruction puis de régénération. Quant à Mṛga, « l’Antilope », qui correspond assez exactement à la constellation d’Orion, elle représente le dieu Prajapati au moment même où, sous l’apparence de cet animal, il est transpercé par Rudra qui lui décoche sa Triple flèche. Prajapati est la manifestation de Brahmā, le dieu créateur du monde, dans le rôle particulier de Seigneur des Créatures. Rudra le tue à la demande de l’assemblée des dieux, pour le punir d’avoir commis le crime odieux d’inceste avec sa fille Ushas, la déesse de l’Aurore.

### En Chine
Au départ, nous avons Shen (參宿, cān xiù), « les Trois étoiles », le 21e astérisme lunaire chinois dans la liste des 28 astérismes, dont l’étoile de référence est δ Ori.
Plus tard, à l’époque Han, quand le ciel chinois est contexturé en constellations, cet astérisme donne son nom à une figure dont le schéma correspond à celui de l’Ωρίων des Grecs, dont une carte du ciel de l’époque Tang, établie c. 649-684 et découverte à Dunhuang, dans la province chinoise du Gansu en donne une belle idée

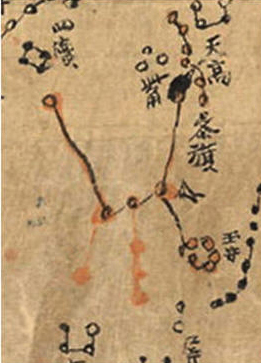
La constellations de 參 cān, sur la carte de Danhuang, époque Tang, VIIe siècle è. c., British Museum.

### Aux Amériques
Chez les Sioux Lakotas, Chankahu, « la Colonne vertébrale » de l'animal Tayam, formée par le groupe δεζ Ori, animal dont la Tête, Nipa, correspond aux Pléiades, et Sinte, la Queue tient la place de Sirius. Pour les Lacandons, les quatre étoiles principales du Baudrier d'Orion constituent la constellation du pécari à collier (k'éékèn).

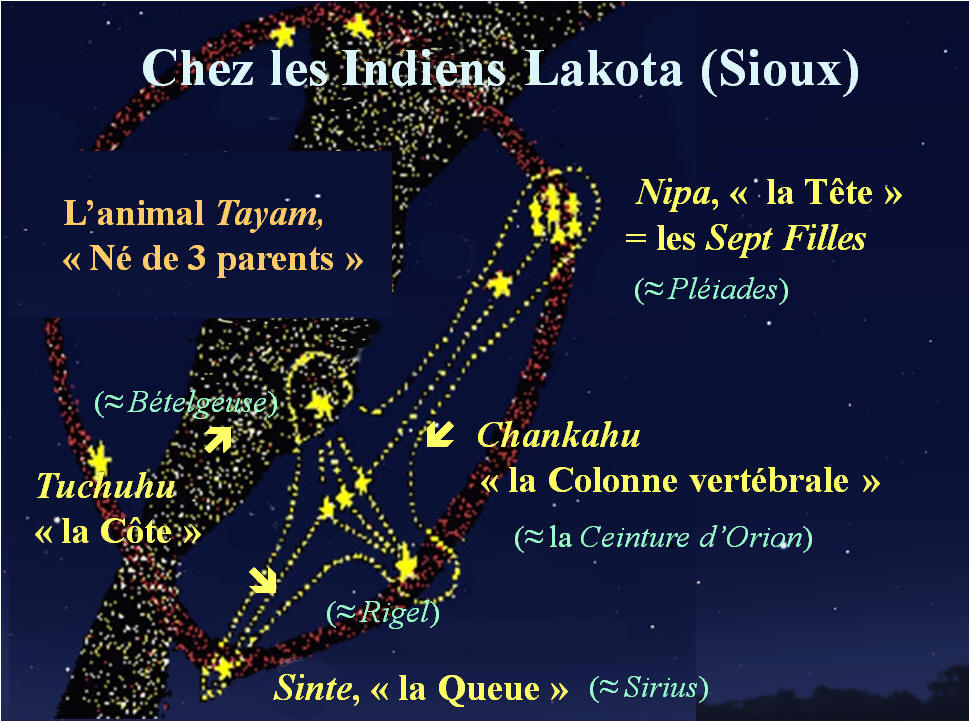
Chankahu, « la Colonne vertébrale » chez les Lakotas (Sioux).

Le motif d'Orion poursuivant les Pléiades pourrait être paléolithique et dater de la sortie de l'Homme d'Afrique, comme le suggèrent diverses études en mythologie comparée.

## Observation des étoiles

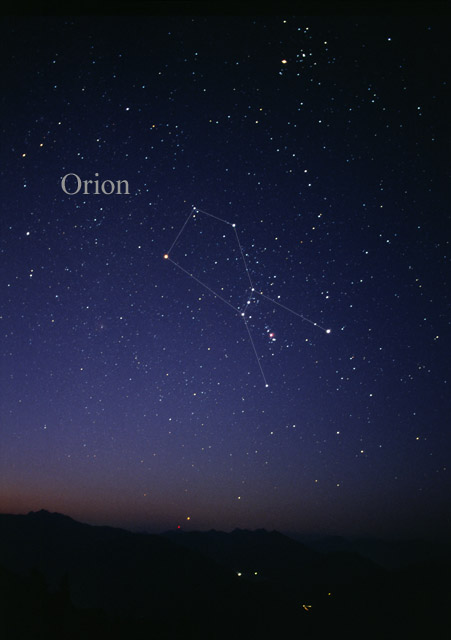
Constellation d'Orion.

### Localisation de la constellation
Orion fait partie des rares constellations immédiatement reconnaissables par leur forme. Ses sept étoiles les plus brillantes forment un nœud papillon (ou un sablier) facilement identifiable : quatre étoiles très brillantes forment un rectangle caractéristique au milieu duquel se trouve un alignement de trois autres étoiles, la ceinture ou le baudrier d'Orion, qui constituent une signature remarquable.

### Forme de la constellation

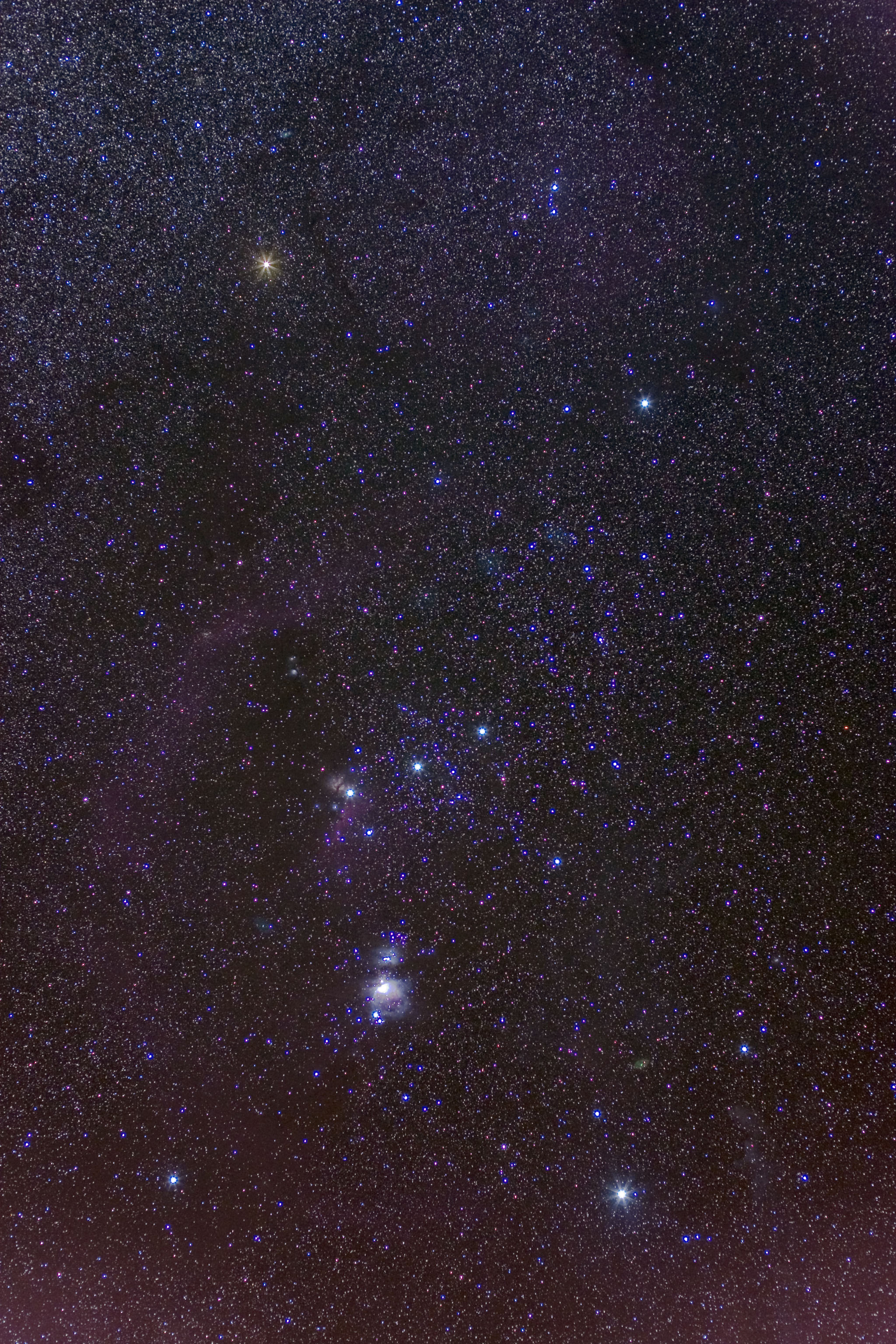
Photographie d'Orion.

C'est à proprement parler la superposition de trois formes assez indépendantes.
Le corps d'Orion est facilement visible, marqué par quatre étoiles brillantes qui sont (dans le sens des aiguilles d'une montre) Rigel (β Ori), Saïph (κ Ori), Bételgeuse (α Ori) et Bellatrix (γ Ori). Les deux plus brillantes, Rigel et Bételgeuse, occupent respectivement les coins sud-sud-est et nord-nord-ouest. Ces deux étoiles sont nettement colorées, Bételgeuse est rouge et Rigel est bleue.

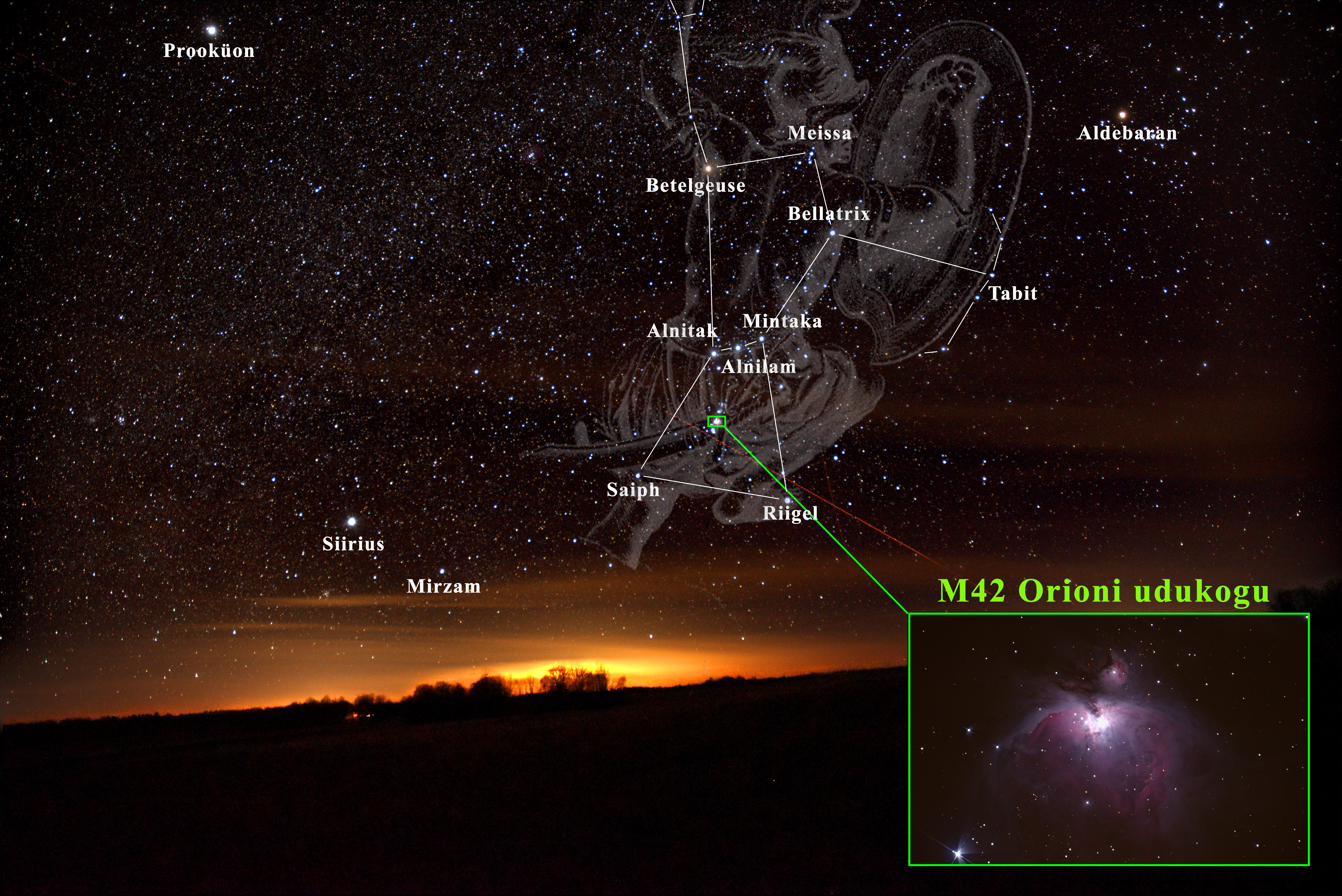
Explication de la constellation d'Orion

Au centre du corps, trois étoiles (δ à l'ouest, ε au centre et ζ à l'est) forment un astérisme immédiatement reconnaissable puisque triplement remarquable : les étoiles sont quasi parfaitement alignées et équidistantes avec une erreur de 3 % par rapport aux dimensions de l'astérisme (ε se trouve à seulement 5' du milieu du segment δ-ζ, distantes de 2,73°) ; en outre, leurs magnitudes sont assez voisines (respectivement 2,2, 1,7 et 1,8).
Alnitak (ζ Ori), Mintaka (δ Ori) et Alnilam (ε Ori) (appelées également « les trois rois » ou « les trois mages ») constituent à elles trois la ceinture ou le baudrier d'Orion. Sous cet alignement, un autre alignement nord-sud, plus faible, marque l'épée d'Orion, qui se termine sur ι Ori. Un demi degré au nord de ι Ori, on trouve θ Ori, autour de laquelle est centrée la fameuse nébuleuse d'Orion, visible (faiblement, et par de bonnes conditions) à l'œil nu.
Rattaché au « corps », la « tête » d'Orion est formée par un faible triangle d'étoiles en formation serrée, λ (au nord), φ1 (à l'ouest) et φ2 (à l'est).
L'arc d'Orion est assez facile à tracer, si les conditions sont satisfaisantes (mag 4). C'est un chapelet d'étoiles dont la plus visible (π3 Ori) est sensiblement dans l'axe Bételgeuse - Bellatrix, à une dizaine de degrés plus à l'ouest. π1, π2, π3, π4, π5 et π6 Orionis ne forment pas un système multiple mais sont disposées plus ou moins selon une ligne nord-sud, à l'ouest d'Orion. Partant de cette étoile π3 Ori, qui marque la main tenant l'arc, on repère un petit alignement vers le sud, entre π4 et π5, 5° plus au sud. π6 est située deux degrés plus au SE, et marque la fin de la courbure sud de l'arc. Côté nord, l'alignement est moins évident. On rencontre successivement π2 et π1, en arc de cercle à intervalle de 2° ; et 3° plus au nord, ο2 Ori, à 5° au sud-est d'Aldébaran du Taureau.
La massue d'Orion est beaucoup plus faible et plus difficile à tracer (et sans grand intérêt). Elle se situe au pied des Gémeaux, et l'extrémité de la massue forme un petit alignement vers ζ Tau, le nez du Taureau.

### Alignements à grande distance
Bételgeuse est l'un des sommets de l'astérisme du Triangle d'hiver, avec Sirius (α CMa) et Procyon (α CMi).

Guide d'Orion.

Orion est très utile pour déterminer la position d'autres étoiles. En prolongeant la ligne de la Ceinture au sud-ouest, on trouve Sirius (α Canis Majoris) ; au nord-est, on trouve Aldébaran (α Tauri). Une ligne vers l'ouest Bellatrix-Bételgeuse indique la direction de Procyon (α Canis Minoris). Une ligne partant de Rigel à travers Bételgeuse indique Castor et Pollux (α et β Geminorum).

### Relativité du dessin de la constellation d'Orion

Voyage vers la constellation d'Orion.

Les étoiles d'Orion nous paraissent groupées dans le ciel nocturne mais, en réalité, elles sont très éloignées les unes des autres (comme c'est d'ailleurs le cas pour la plupart des constellations) ; on peut s'en persuader en effectuant le voyage imaginaire proposé par l'animation ci-contre (dans cette animation les distances ont été respectées).
En règle générale, le dessin des constellations est donc relatif à la position de notre planète.

## Étoiles principales

### Bételgeuse (α Orionis)

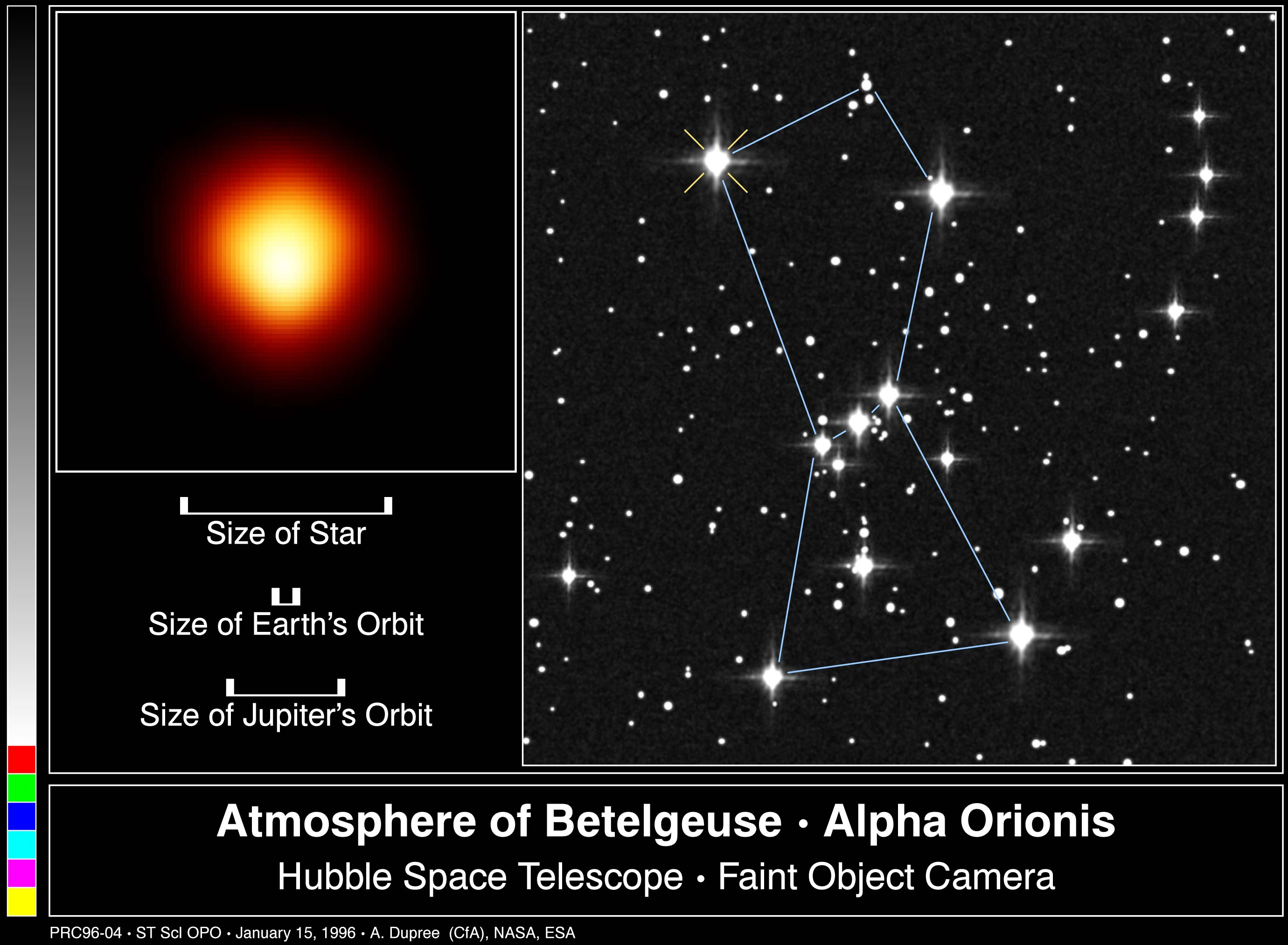
Bételgeuse

Bételgeuse (α Orionis), à l'épaule gauche d'Orion, est une supergéante rouge. 950 fois plus grande que le Soleil, 22 fois plus massive, elle s'étendrait au-delà de l'orbite de Jupiter si elle était située à la place du soleil ; Bételgeuse est l'une des étoiles les plus grandes que l'on connaisse et, malgré sa distance (environ 640 années-lumière), elle est la seule (mis à part le Soleil) dont le disque a été photographié par le télescope spatial Hubble. Par conséquent, sa chromosphère est elle-même immense et s'étendrait, selon les dernières études, sur 150 unités astronomiques (à titre de comparaison, Pluton ne s'éloigne jamais à plus de 50 au du Soleil).
Il s'agit également de la 9e étoile la plus brillante du ciel.
Bételgeuse est légèrement variable, ce qui est prévisible compte tenu de sa taille. Sa magnitude oscille entre 0,4 et 0,9 sur une période de 2 070 jours.
La possibilité que Bételgeuse soit une étoile multiple a souvent été suggérée mais, pour l'instant, aucune observation n'est venue confirmer cette hypothèse avec certitude.

### Rigel (β Orionis)
Rigel (β Orionis), au genou droit d'Orion, est une supergéante bleue, grande comme 80 Soleil et 21 fois plus massive. Située à environ 770 années-lumière de la Terre (à cette distance, l'imprécision sur cette valeur est forte), elle atteint la magnitude apparente de 0,18, ce qui la classe 7e parmi les étoiles les plus brillantes. Avec une magnitude absolue de -6,7, Rigel est réellement l'une des étoiles les plus lumineuses que l'on connaisse.
Rigel possèderait entre deux et quatre compagnons, noyés dans son éclat.

### Autres étoiles
Bellatrix (γ Ori), « la Guerrière » en latin, se situe à l'épaule droite d'Orion.
La ceinture est constituée des trois étoiles : Mintaka (δ Ori), Alnilam (ε Ori), et Alnitak (ζ Ori).
Saïph (κ Ori) est située au genou gauche d'Orion, elle est similaire en taille et distance à Rigel mais apparaît moins brillante.
L'épée est constituée des étoiles multiples θ1 et θ² Orionis. Ce système quadruple forme l'astérisme appelé le Trapèze.

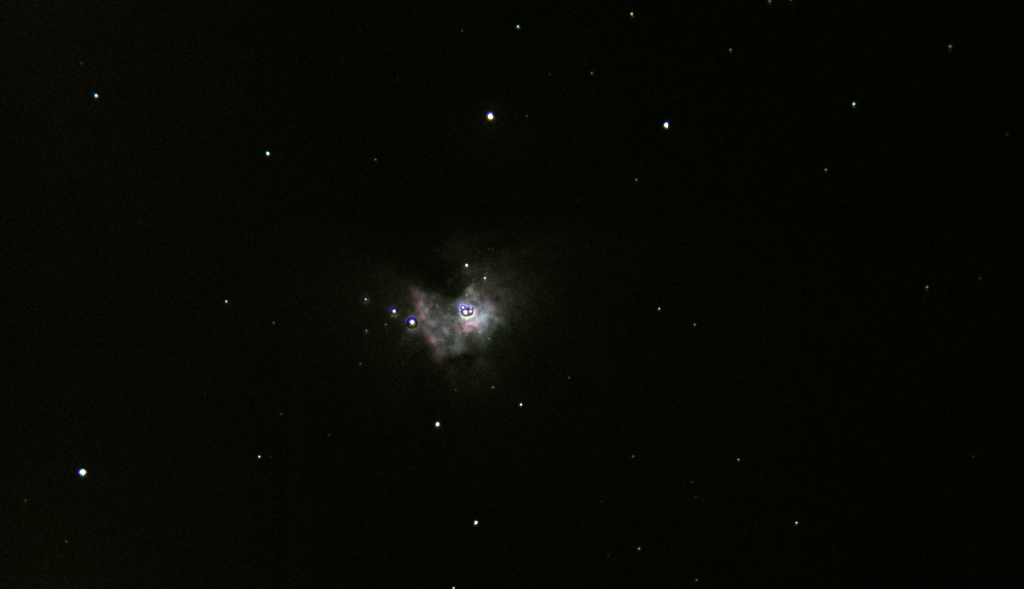
Le trapèze de la nébuleuse d'Orion.

σ Orionis est au moins un système quintuple. σ-A et σ-B, les deux composantes principales, orbitent à 90 ua de distance l'une de l'autre. σ-C est distante de 3 900 au du couple, σ-D de 4 600 ua et σ-E de 15 000 ua. σ Orionis est d'ailleurs la composante la plus brillante d'un petit amas d'étoiles situé à environ 1 150 années-lumière du Système solaire.
U Orionis est une étoile variable de type Mira et sa magnitude évolue entre 5,2 et 12,9 sur une période de 372 jours.

## Objets célestes

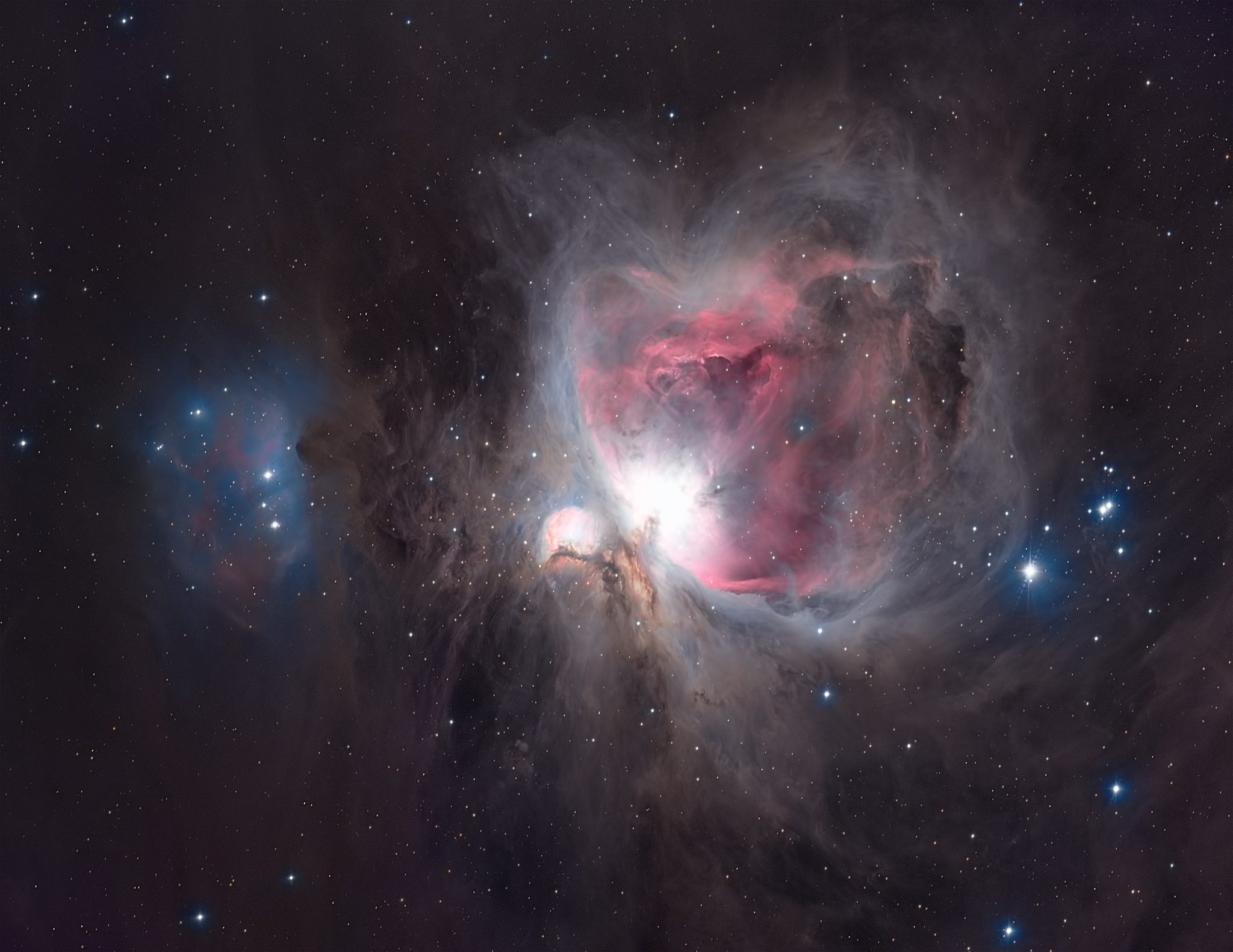
Vue d'ensemble de M42, la nébuleuse d'Orion (photographie amateur).

Image des régions proches d'Alnitak avec les nébuleuses de la Flamme, de la Tête de Cheval et IC 434 (relevé DSS).

La constellation d'Orion renferme un grand nombre d'objets célestes notables, dont certains sont visibles à l'œil nu ou au moyen de petits instruments amateurs. Elle abrite notamment trois objets du catalogue Messier, les nébuleuses M42, M43 et M78. Par ailleurs, la constellation est riche en ce type d'objet céleste et baigne en grande partie dans un vaste nuage moléculaire, appelé Boucle de Barnard, dont l'origine reste encore incertaine (possiblement un vaste rémanent de supernova).
L'objet sans doute le plus incontournable de la constellation est M42, plus connu sous le nom de « grande nébuleuse d'Orion ». Cette vaste région de formation stellaire est située à environ 1 350 années-lumière de la Terre et sa magnitude apparente égale à 3,7 la rend aisément distinguable à l'œil nu, sous la forme d'une faible tâche laiteuse, sous un ciel sombre à l'écart de la pollution lumineuse des villes. Aux jumelles, la nébuleuse révèle un système gazeux et de jeunes étoiles, système dominé par un groupe de quatre étoiles géantes connu sous le nom de trapèze d'Orion.
La nébuleuse d'Orion s'étend davantage au Nord avec M43 et NGC 1975. La magnitude de ces extensions est cependant plus faible (9,0 et 7,0) et elles ne peuvent donc être qu'observées que dans un petit télescope.
M78 est une autre nébuleuse située au Nord-Est d'Alnitak. Sa magnitude apparente de 8,3 la rend distinguable aux jumelles. Tout proche d'Alnitak sur la sphère céleste, se trouve aussi les nébuleuses de la Tête de Cheval et de la Flamme (NGC 2024). La nébuleuse de la Tête de Cheval est une nébuleuse obscure dont la silhouette se détache sur le fond lumineux d'une nébuleuse en émission, IC 434.
NGC 2023 est une petite nébuleuse par réflexion située à l'Est de la nébuleuse de la Tête de Cheval et éclairé par une unique étoile. Proche de Meissa, se trouve la nébuleuse planétaire NGC 2022 dont l'observation nécessite un télescope d'au moins 200 mm d'ouverture.
Bordée au Nord-Est par la Voie lactée, la constellation abrite dans cette région de nombreux amas ouverts visibles aux jumelles, tels que NGC 1662, NGC 2169, NGC 2175 et NGC 2194 parmi les plus brillants. NGC 1981 est un autre amas ouvert (magnitude 4,2), situé juste au-dessus de NGC 1975, proche de M42.

## Utilisation dans la culture populaire

### Littérature
La constellation d'Orion apparaît à de très nombreuses reprises dans l'œuvre de René Char.
« Orion,

Pigmenté d'infini et de soif terrestre,

N'épointant plus sa flèche à la faucille ancienne,

Les traits noircis par le fer calciné,

Le pied toujours prompt à éviter la faille,

Se plut avec nous

Et resta.
Chuchotement parmi les étoiles. » René Char, Évadé d'Archipel, dans Aromates Chasseurs  (p. 511, éditions de la Pléiade, Gallimard).
Chez Christophe Van Rossom, la constellation d’Orion est le point de repère que l’on devrait prendre pour guide.
« Lorsque la nuit est à ce point opaque,
le plus sage n’est-il pas
de se laisser guider
par un chasseur aveugle ? »
Quatrième de couverture d’Orion, de nuit (éditions de La Lettre volée).
Dans Que ma joie demeure de Jean Giono, « Orion ressemble à une fleur de carotte ». Cette phrase est dite par l'homme à Jourdan qui laboure son champ la nuit. Cette allusion est reprise à plusieurs occasions dans le roman.

### Cinéma
Le film Un amour d'hiver s'ouvre et se clôt sur un plan du ciel contenant la constellation d'Orion, dont il est fait mention à plusieurs reprises au cours du récit.
Dans la saga Harry Potter, la plus fidèle des Mangemorts s'appelle Bellatrix, nommée d'après l'étoile de la constellation Orion. Orion est aussi le prénom du père de Sirius et Regulus Black. La majorité des membres de sa famille sont d'ailleurs nommés d'après des étoiles ou constellations (Draco, Andromeda…).
Dans le film Stargate, la porte des étoiles, le professeur trouve la solution concernant les symboles de la porte des étoiles grâce au journal lu par un vigile, dont la rubrique astrologique fait mention de la constellation d’Orion.
Dans le film Blade Runner de Ridley Scott (sorti en 1982), le répliquant Roy Batty interprété par Rutger Hauer fait mention de la constellation d'Orion dans sa tirade des « larmes dans la pluie ».
Dans le film Men in Black de Barry Sonnenfeld (sorti en 1997), les agents interprétés par Tommy Lee Jones et Will Smith recherchent une galaxie se trouvant dans la « ceinture d'Orion ». Le dénouement laisse apparaître qu'il s'agissait en fait d'un jeu de mots autour du mot « ceinture ».
Dans le premier OAV Saint Seiya, l'un des guerriers fantôme est nommé Yaga, Chevalier de la constellation d'Orion. Il est doublé en version française par Vincent Ropion et il est dit de lui qu'il était l'un des plus puissants chevaliers d'Athéna, finissant par tomber dans l'oubli après sa mort.

### Musique
- L'album Orion de Philip Glass s'inspire du fait que la constellation d'Orion a la particularité d'être visible depuis les deux hémisphères.
- Sur l'album Master of Puppets du groupe Metallica un morceau instrumental est intitulé Orion.
- L'album Invent the Universe de l'artiste Stellardrone contient une piste nommée The Belt of Orion.
- L'album La Mort d'Orion de Gérard Manset fait référence aux étoiles de la constellation.
- L'album Naves ardiendo mas alla de Orion de Ismael Serrano (2005)

### Architecture
Dans la nef principale de l'église Saint-Pierre de Firminy, dessinée dans les années 60 par Le Corbusier et terminée au début du XXIe siècle, la lumière pénètre dans la coupole par des orifices qui dessinent la constellation d'Orion (Le Corbusier n'avait toutefois pas défini quelle constellation devait apparaître sur la paroi)[réf. nécessaire].